# 22 gennaio
Il 22 gennaio è il 22º giorno del calendario gregoriano. Mancano 343 giorni alla fine dell'anno (344 negli anni bisestili).

## Eventi
- 1439  – È uno dei giorni in cui il Concilio di Ferrara si trasferisce a Firenze.
- 1495  – Alfonso II di Napoli abdica in favore del figlio Ferrandino, unica speranza di scongiurare la conquista francese del regno di Napoli.[1]
- 1506 – Arriva a Roma il primo contingente di Guardie Svizzere, composto da 150 uomini.
- 1517 – L'Impero ottomano di Selim I sconfigge il sultanato mamelucco e conquista l'attuale Egitto nella battaglia di al-Raydaniyya.
- 1771 – La Spagna cede le Isole Falkland al Regno Unito.
- 1824 – Gli Ashanti schiacciano le forze britanniche nella Costa d'Oro.
- 1840 – I coloni britannici raggiungono la Nuova Zelanda.
- 1863 – In Polonia, Lituania e Bielorussia scoppia la Rivolta di gennaio. Lo scopo del movimento nazionale è quello di ricostituire la Confederazione polacco-lituana e liberarsi dall'occupazione della Russia.
- 1879 – Guerra anglo-zulu: truppe Zulu sconfiggono le truppe britanniche nella battaglia di Isandlwana.
- 1899 – I capi di sei colonie australiane si incontrano a Melbourne per parlare della confederazione.
- 1901 – Edoardo VII diventa re dopo la morte della madre, Vittoria del Regno Unito.
- 1905 – La 'Domenica di sangue' di San Pietroburgo dà il via alla rivoluzione del 9 gennaio 1905 (calendario ortodosso).
- 1911 – Inaugurazione dello Stadio del Genoa (poi dal 1933 denominato Stadio Luigi Ferraris), il più antico stadio italiano, tutt'oggi in uso.
- 1917 – Prima guerra mondiale: il presidente statunitense Woodrow Wilson chiede una "pace senza vittoria" in Europa.
- 1924 – Ramsay MacDonald diventa il 1º primo ministro del Regno Unito laburista.
- 1941 – Seconda guerra mondiale: il Regno Unito strappa Tobruk alle forze dell'Asse nell'Operazione Compass.
- 1944 – Seconda guerra mondiale: gli Alleati iniziano l'Operazione Shingle (Sbarco di Anzio).
- 1945 – Seconda guerra mondiale: l'11ª divisione corazzata della III° armata statunitense attraversa il confine lussemburghese.
- 1947 – Paul Ramadier diventa primo ministro di Francia.
- 1957 – L'esercito israeliano si ritira dalla Penisola del Sinai (aveva cercato di invadere l'Egitto il 29 ottobre 1956).
- 1962 – L'Organizzazione degli Stati americani (OAS) sospende Cuba.
- 1963 – Trattato dell'Eliseo tra Francia e Germania.
- 1970 – Primo volo commerciale di un Boeing 747, da New York a Londra in 6 ore.
- 1973
  - La Corte suprema degli Stati Uniti emette la sentenza del caso Roe vs Wade, che cancella le leggi statali che limitano l'aborto ai primi sei mesi di gravidanza.
  - George Foreman interrompe l'imbattibilità di Joe Frazier nella sua carriera professionistica di campione del mondo dei pesi massimi di pugilato.
- 1980 – Andrei Sakharov viene arrestato a Mosca.
- 1983 – Björn Borg lascia la sua carriera nel tennis dopo aver vinto consecutivamente cinque Tornei di Wimbledon.
- 1984 – Viene presentato il primo computer Apple Macintosh, con uno spot durante il XVIII° Superbowl.
- 1987 – Il politico della Pennsylvania Budd Dwyer si suicida in diretta televisiva.
- 1992
  - Forze ribelli occupano la stazione radio nazionale dello Zaire, a Kinshasa, e trasmettono una richiesta per le dimissioni del governo.
  - Roberta Bondar diventa la prima donna canadese nello spazio.
- 1997 – Madeleine Albright diventa la prima donna Segretario di Stato degli USA, dopo essere stata confermata dal Senato degli Stati Uniti.
- 1998 – Theodore Kaczynski (alias Unabomber) si dichiara colpevole e accetta la condanna all'ergastolo.
- 2003 – I Paesi Bassi votano per un nuovo parlamento dopo che il precedente era rimasto in carica per soli 86 giorni.
- 2006 –  Evo Morales, eletto con oltre il 53% dei voti, diventa il primo presidente indio della Bolivia.
- 2008 – Il corpo dell'attore australiano Heath Ledger viene trovato senza vita nel suo appartamento a New York.
- 2009 – Hillary Clinton viene confermata dal Senato degli Stati Uniti come Segretario di Stato.
- 2018
  - George Weah giura come presidente della Liberia succedendo a Ellen Johnson Sirleaf.
  - Libia: a Bengasi un attentato terroristico di una cellula terroristica dello Shura Council of Benghazi Revolutionary, coalizione di milizie integraliste islamiche, compiuto con due autobomba, uccide 22 persone e ne ferisce 43.[2]

## Nati
Ci sono circa 1 260 voci su persone nate il 22 gennaio; vedi la pagina Nati il 22 gennaio per un elenco descrittivo o la categoria Nati il 22 gennaio per un indice alfabetico.

## Morti
Ci sono circa 590 voci su persone morte il 22 gennaio; vedi la pagina Morti il 22 gennaio per un elenco descrittivo o la categoria Morti il 22 gennaio per un indice alfabetico.

## Feste e ricorrenze

### Civili
Nazionali:
- Nuova Zelanda: Anniversario della fondazione di Wellington, capitale dello Stato, fondata dagli europei nel 1840

### Religiose
Cristianesimo:
- San Vincenzo di Saragozza, diacono e martire
- Sant'Anastasio il Persiano, martire
- Sant'Anastasio di Asti, martire
- Sant'Antioco Sabaita, monaco
- San Bernardo di Vienne, vescovo
- Santa Caterina Volpicelli, fondatrice delle Ancelle del Sacro Cuore
- San Domenico di Sora, abate
- San Filippo di Mosca, metropolita di Mosca (Chiesa ortodossa russa)
- Santi Francesco Gil de Federich e Matteo Alfonso de Leciniana, sacerdoti domenicani, martiri
- San Gaudenzio di Novara, vescovo
- Santa Irene di Roma
- Sant'Olcese, vescovo
- Santa Teodolinda, regina dei Longobardi
- San Valerio di Saragozza, vescovo e martire
- San Vincenzo di Digne, vescovo
- San Vincenzo Pallotti, sacerdote
- Beato Antonio Della Chiesa, sacerdote domenicano
- Beato Giuseppe Nascimbeni, sacerdote
- Beato Guglielmo Patenson, sacerdote e martire
- Beato Guillaume-Joseph Chaminade, sacerdote
- Beato László Batthyány-Strattmann
- Beata Laura Vicuña, vergine
- Beata Maria Mancini, domenicana